# Onthophagus alquirta
Onthophagus alquirta är en skalbaggsart som beskrevs av Matthews 1972. Onthophagus alquirta ingår i släktet Onthophagus och familjen bladhorningar. Inga underarter finns listade i Catalogue of Life.